# Dynastes

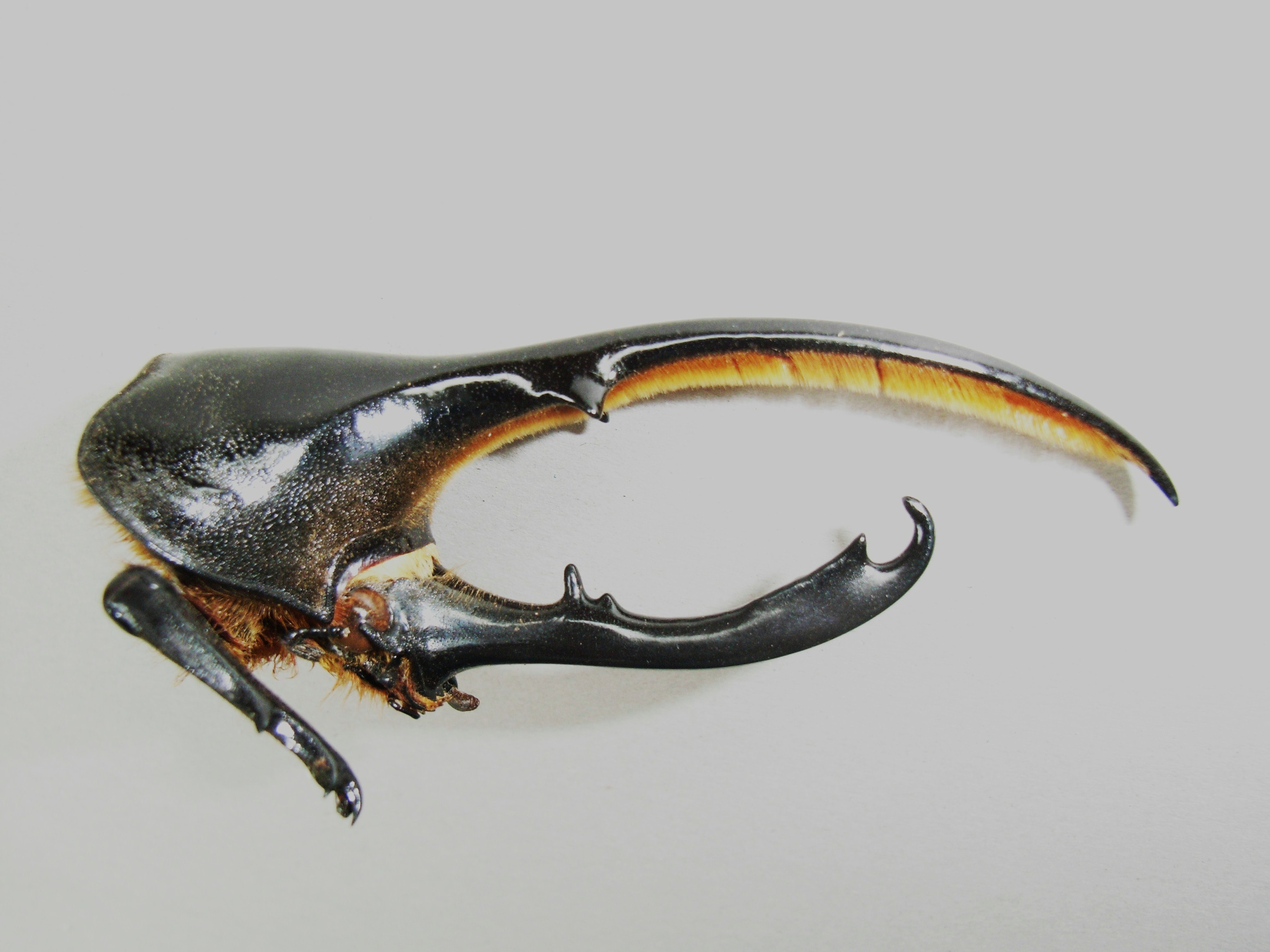
Vista lateral de la cabeza y el protórax de un Dynastinae en la que se aprecian las pinzas.

Dynastes es un género de grandes escarabajos rinoceronte, habituales de América Central y América del Sur.  Destacan porque los machos tiene dos largos cuernos, uno en la cabeza y otro en el primer segmento del tórax, que actúan como pinza.

## Especies
Existen ocho especies de este género de escarabajos:
- Dynastes grantii, escarabajo Hércules occidental (Horn, 1870): EE.UU - Arizona.
- Dynastes hercules, escarabajo Hércules (Linnaeus, 1758): América Central y del Sur.
- Dynastes hyllus (Chevrolat, 1843): México, Bélize, El Salvador, Honduras, Guatemala, Nicaragua. Macho 35–70 mm; hembra: 30–45 mm.
- Dynastes maya (Hardy, 2003): México, Guatemala. Macho: 50–90 mm; hembra: 40–50 mm.
- Dynastes miyashitai (Yamaya, 2004): México. Macho: 50–90 mm; hembra: 40–50 mm.
- Dynastes moroni, escarabajo Hércules de Morón (Nagai, 2005)
- Dynastes neptunus, escarabajo neptuno (Quensel y Schönherr, 1805): América del Sur: Colombia.
- Dynastes satanas, escarabajo satanás (Moser, 1909): Bolivia. Macho: 50–115 mm; hembra: 30–55 mm.
- Dynastes tityus, escarabajo Hércules oriental (Linnaeus, 1763): EE. UU.

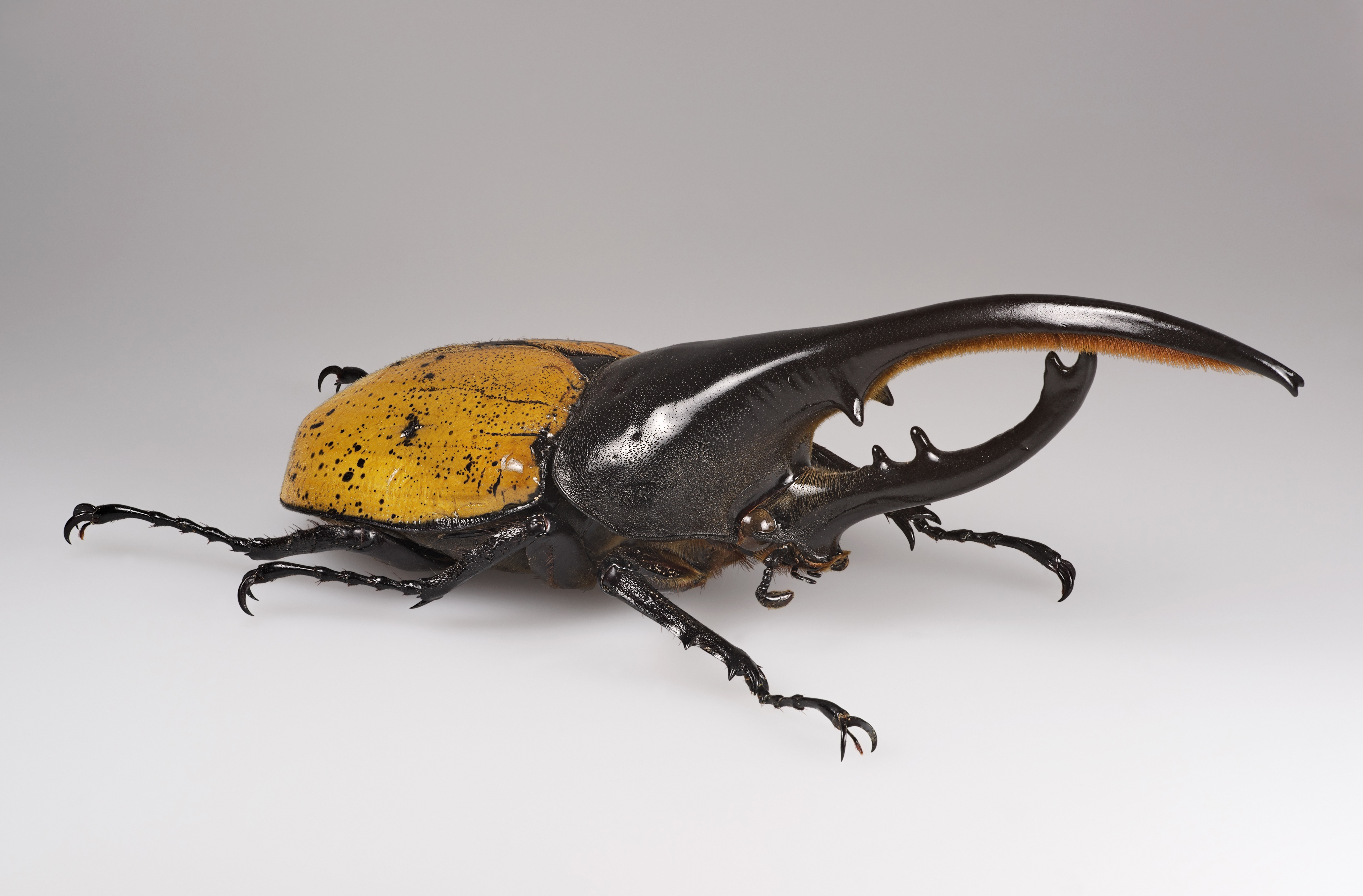
Dynastes hercules
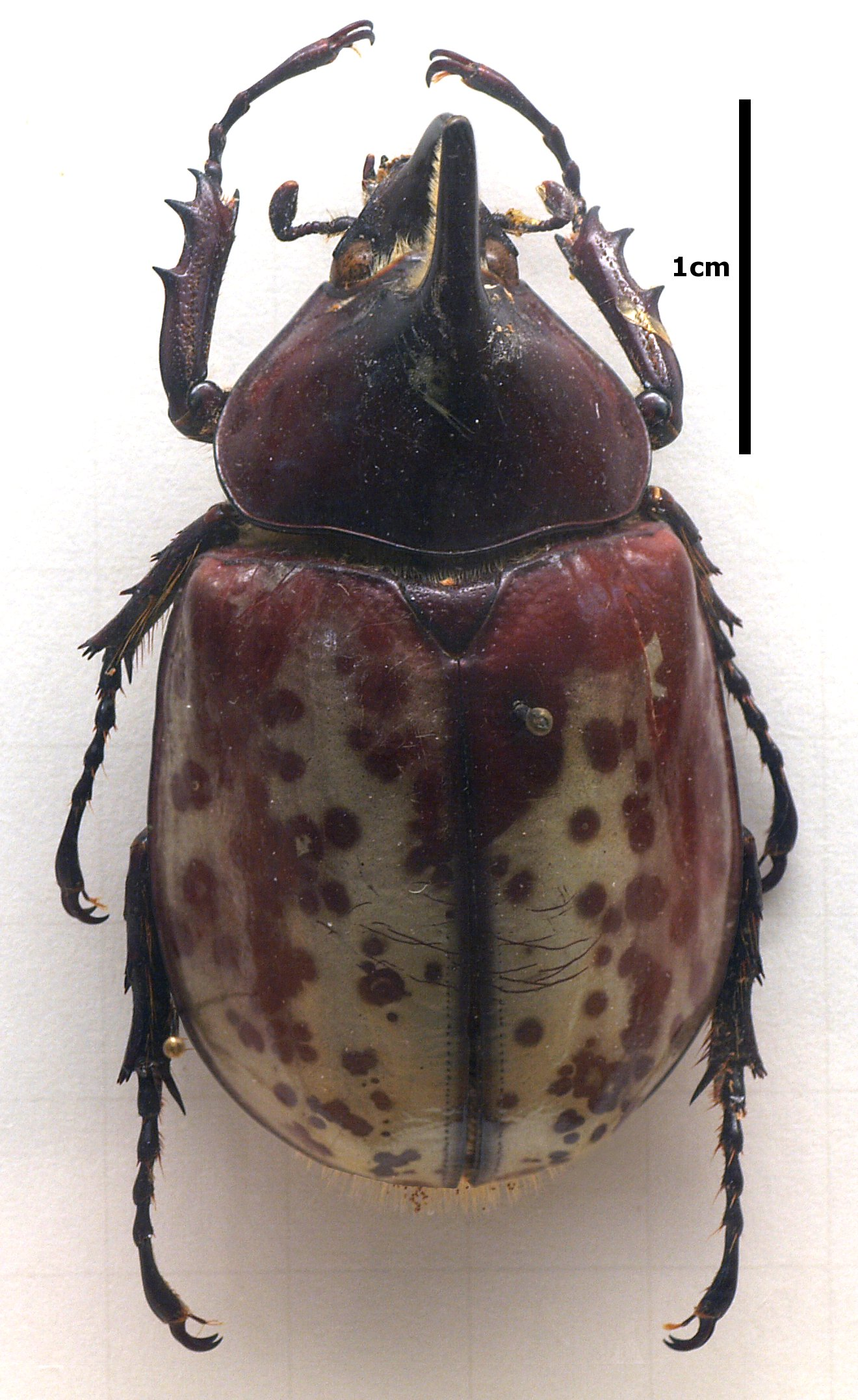
Dynastes hyllus
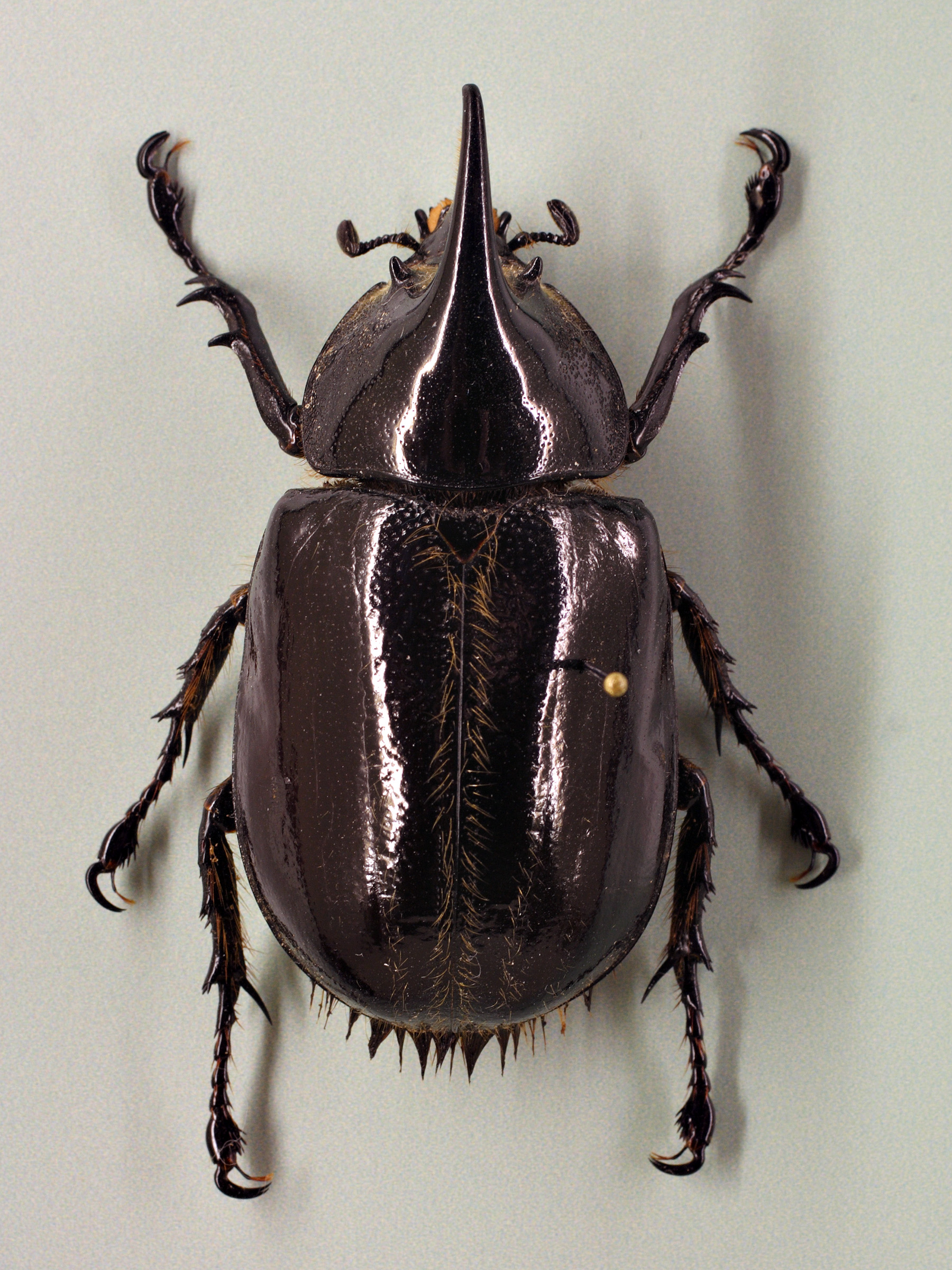
Dynastes neptunus
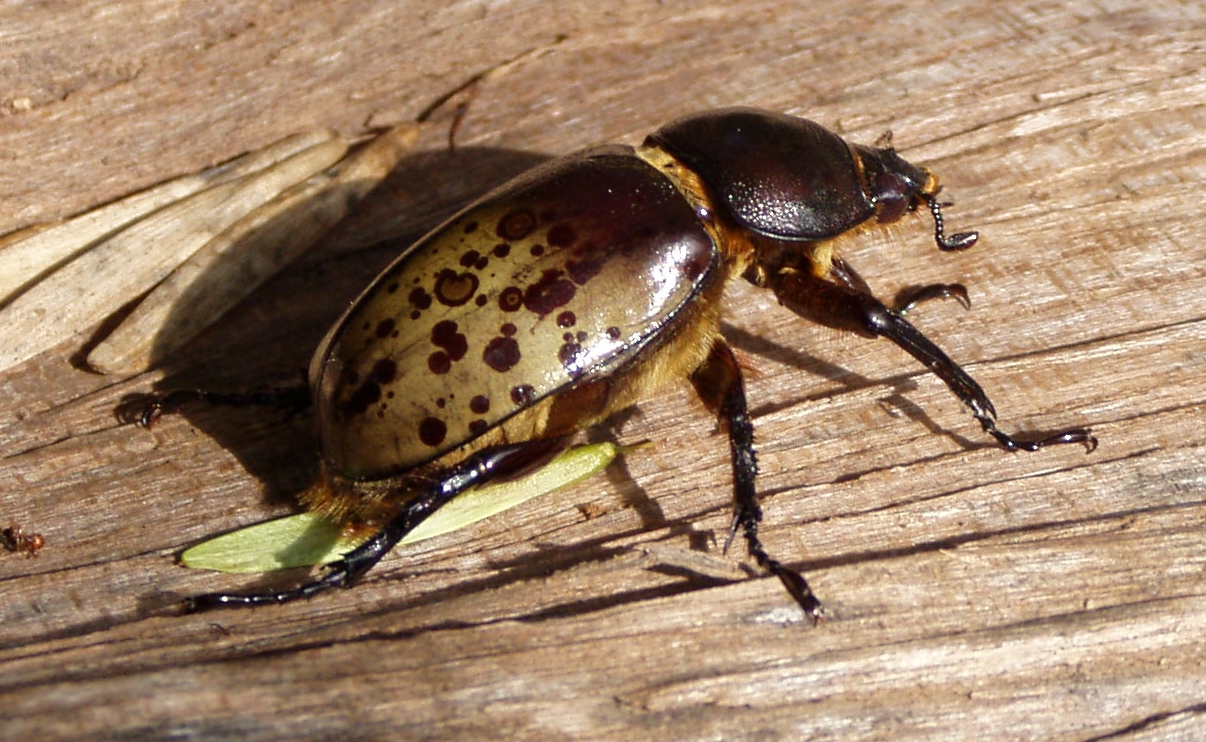
Dynastes tityus
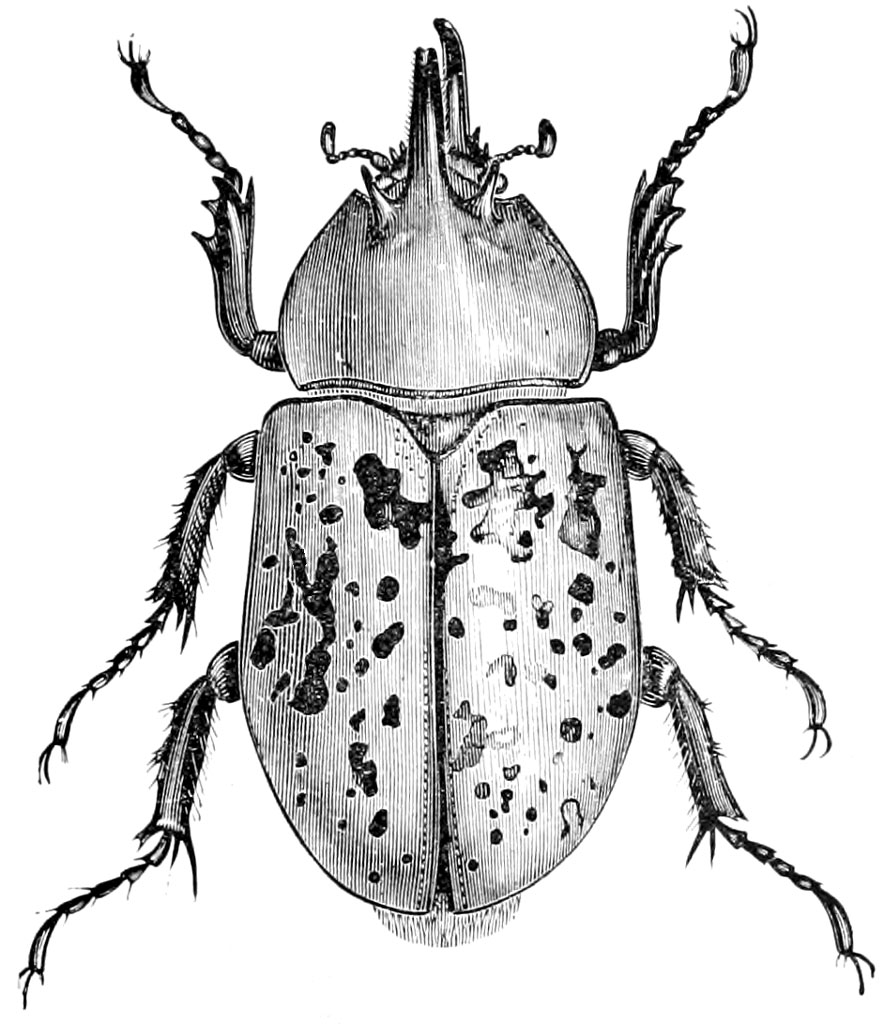
Dynastes tityus
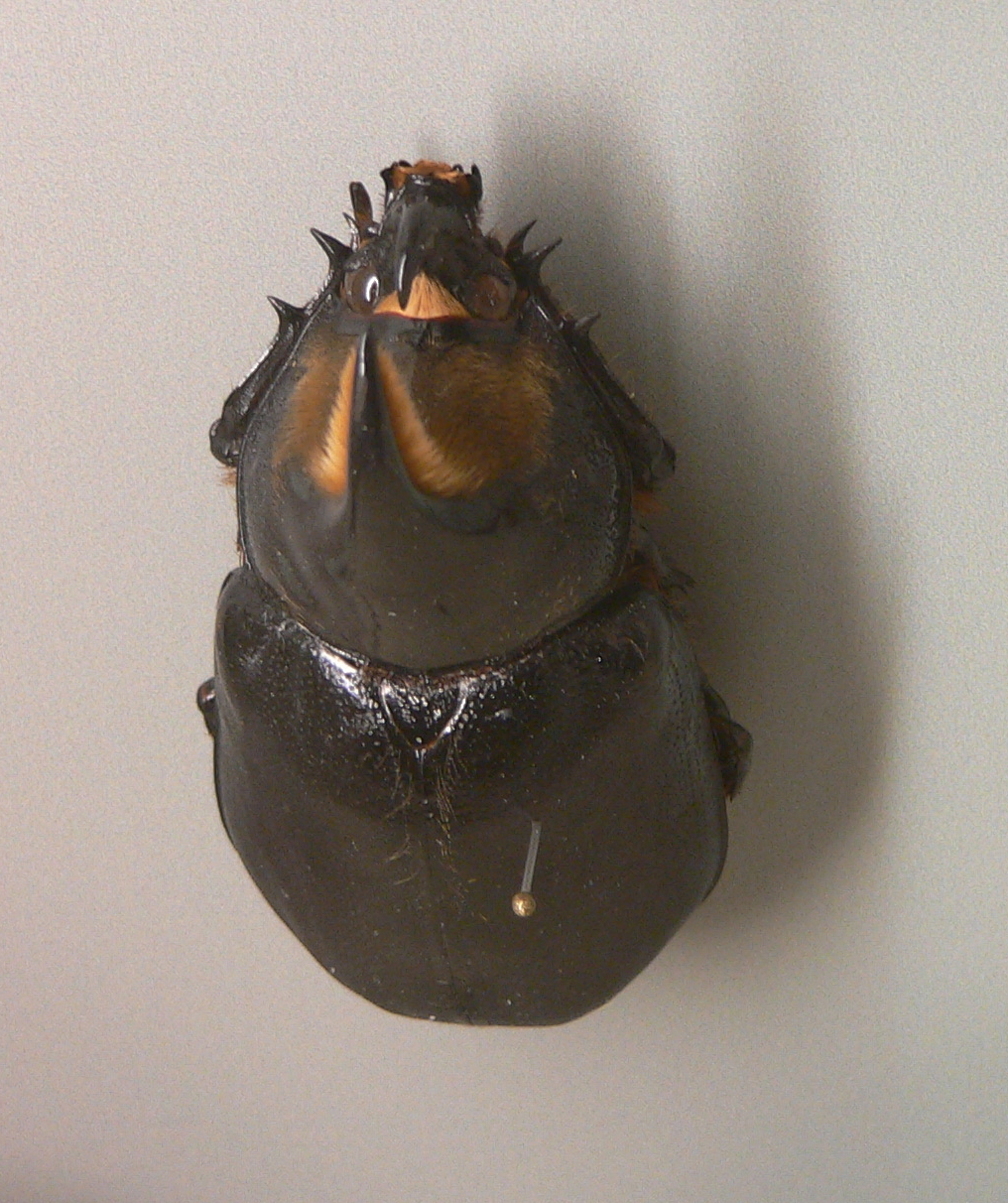
Dynastes satanas